# Maurice Carrez (historien)
Pour les articles homonymes, voir Maurice Carrez et Carrez.
Maurice Carrez, né le 6 avril 1955 à Audincourt dans le Doubs est un historien français.

## Biographie
Ancien élève de École normale supérieure, titulaire de l'agrégation d'histoire, il a été nommé professeur à l'université de Strasbourg et à l'Institut d'études politiques de Strasbourg en 2009, après avoir été maître de conférences à l'Université de Bourgogne de 1993 à 2009.
Il est l'un des spécialistes français de l'histoire de la Finlande. Sa thèse portait sur La classe ouvrière finlandaise entre 1880 et 1920 : approche matérielle d'un concept historique et il a consacré un ouvrage à Otto Wille Kuusinen (1881-1964), dirigeant avant 1918 du Parti social-démocrate finlandais (devenu ensuite secrétaire du Komintern puis membre du bureau politique du PCUS). Plus largement, il s'intéresse à l'histoire de la Scandinavie et de l'aire baltique, comme l'indique son habilitation à diriger des recherches (HDR) dont le titre est Engagements et pratiques socialistes dans l'Europe de la Belle Époque, le cas des pays du Nord. Il est également directeur scientifique de la Revue d'histoire nordique.

## Sélection de publications
- La fabrique d’un révolutionnaire. Otto Ville Kuusinen (1881-1918). Réflexion sur l’engagement d’un dirigeant social-démocrate finlandais à la Belle-Époque, Toulouse, éditions de FRAMESPA, coll. Méridiennes, avril 2008, 2 tomes.
- (Co-direction d'ouvrage) Visage de la manifestation en France et en Europe (XIXe – XXIe siècle), avec Vincent Robert, Dijon, EUD, 2012.
- Edgar Faure. La robe, la plume et la politique, Pontarlier, Éditions du Belvédère, 2012.
- Maurice Carrez et Jean-Marc Olivier, Histoire des pays nordiques (XIXe – XXIe siècle), Paris, Armand Colin/Dunod, 2023, 400 p.  (ISBN 978-2-200-63427-8)